# Szepietowo
Szepietowo est une ville de Pologne, située dans l'est du pays, dans la voïvodie de Podlachie. Elle est le siège de la gmina de Szepietowo, dans le powiat de Wysokie Mazowieckie. Elle a obtenu le statut de ville le 1er janvier 2010.